# Осада Киева (1240)
Оборона Киева 1240 года — одно из ключевых событий монгольского нашествия на Русь (1237—1241), в результате которого Киев был взят объединённым монгольским войском Чингизидов во главе с Батыем. Осада столицы Киевского княжества продолжалась с 5 сентября до 19 ноября (по другим данным, до 6 декабря) 1240 года.

## Предыстория
Киев фигурировал в планах монгольских завоеваний в качестве цели начиная с 1223 года. После победы на Калке Субэдэй и Джэбэ двинулись к Киеву, но, не дойдя до него, повернули на восток.
Зимой 1237—1238 годов монгольское войско разгромило Рязанскую и Владимиро-Суздальскую земли, а затем расположилось в волжско-донских степях. Отсюда монголы высылали отдельные отряды, которые продолжали завоевание Восточной Европы. Весной 1239 года был взят и разрушен Переяславль, а осенью того же года такая же участь постигла Чернигов. Во время этого набега один из монгольских отрядов под командованием хана Мунке — двоюродного брата Батыя — подошёл к самому Киеву. Согласно летописи, красота и величие Киева поразили его. Он не решился штурмовать огромный город, однако сделал попытку «прельстити» киевлян и великого князя Михаила Всеволодовича, сидевшего тогда на киевском престоле. Однако предложение о сдаче города было отвергнуто.
Михаил Всеволодович, лидер черниговских Ольговичей, уехал в Венгрию, но его попытка заключить с королём Белой IV династический союз закончилась неудачей. Его сменил в Киеве смоленский князь Ростислав Мстиславич, который вскоре был изгнан галицким князем Даниилом Романовичем. Он поставил в Киеве тысяцкого Дмитра, который и стал руководителем обороны города во время монгольского нападения. Сам галицкий князь уехал в Венгрию с целью заключить союз с королём Белой IV, но также неудачно.
Тем временем монголы завершили подготовку к большому походу на запад. Их потери были восполнены свежими силами, прибывшими с востока, а также отрядами, набранными среди покорённых народов. Численность монгольского войска исследователи оценивают в диапазоне от 40 до 120 тысяч человек. Монголы переправились через Днепр значительно южнее Киева и разгромили оборонявших южные рубежи Руси торков и чёрных клобуков.
Киев являлся на тот момент крупнейшим городом Восточной Европы, занимая территорию около 375 га и насчитывая около 40 тысяч жителей. Он состоял из Верхнего города (Горы) и Подола. Протяжённость укреплений Верхнего города составляла 5 км. Около половины периметра этих укреплений приходилось на неприступные склоны. С наиболее угрожаемой стороны город был защищён крупным валом толщиной 30 м и высотой 12 м. Перед валом был выкопан глубокий и широкий ров. По гребню вала шла стена из срубов (городен), увенчанная заборолами — помостом с бруствером и крышей, защищавшими воинов. Верхний город был разделён на детинец (город Владимира) и окольные города, основным из которых был город Ярослава. Ремесленный посад Подол также имел укрепления, но они не представляли серьёзного препятствия. Поэтому с приближением монголов киевляне, скорее всего, покинули его и сосредоточили все силы на обороне Верхнего города.
Количество защитников города могло составлять с учётом боеспособного мужского населения города до 5 тысяч человек, вдобавок жители других городов Киевского княжества и дружина, оставленная Даниилом Романовичем. Однако хорошо оснащённых и профессиональных воинов среди них было ничтожное меньшинство. Большинство киевлян имели лишь копья и топоры. В умении владеть оружием, организованности и дисциплине оборонительное войско, состоявшее преимущественно из ополчения, сильно уступало монголам.

## Осада и штурм
Разорив Поросье, монголы подступили к Киеву и осадили его 5 сентября 1240 года. Согласно Псковской летописи, монголы стояли под Киевом 10 недель и четыре дня и взяли город 19 ноября в понедельник. По данным Лаврентьевской летописи, город пал ещё позже — 6 декабря. Также существует версия, восходящая к тексту Рашид-ад-Дина, что Киев был взят за 9 дней.
Ипатьевская летопись сообщает:

Въ лето 6748 [1240]. Приде Батый Кыеву в силе тяжьце, многомь множьствомь силы своей, и окружи град, и остолпи сила татарьская, и бысть град в обьдержаньи велице. И бе Батый у города и отроци его обседяху град. И не бе слышати от гласа скрипания телегъ его, множества ревения вельблудъ его, и рьжания от гласа стадъ конь его, и бе исполнена земля Руская ратныхъ.
Яша же в них татарина именемь Товрулъ, и тъ исповеда имъ всю силу ихъ. Се бяху братья его силныи воеводы: Урдю и Байдаръ, Бирюй, Кайданъ, Бечакъ и Меньгу и Кююкь, — иже вратися уведавъ смерть канову, и бысть каномь, не от роду же его, но бе воевода его перьвый — Себедяй богатуръ и Бурунъдаии багатырь, — иже взя Болгарьскую землю и Суждальскую, — инЕхъ бещисла воеводъ, их же не исписахомъ зде.

Согласно описанию Плано Карпини, монголы при взятии городов полностью оцепляли их. При этом они изматывали обороняющихся, не прекращая подступов к городу, чередуя наступающие отряды. Параллельно осадные машины монгол (пороки) планомерно день и ночь били по стенам, разрушая их. Хотя укрепления Киева были весьма внушительными, они были сооружены в XI веке, в эпоху, когда крепости брались или внезапным набегом, или длительной пассивной осадой. На сопротивление штурму с применением осадных машин киевские укрепления рассчитаны не были.

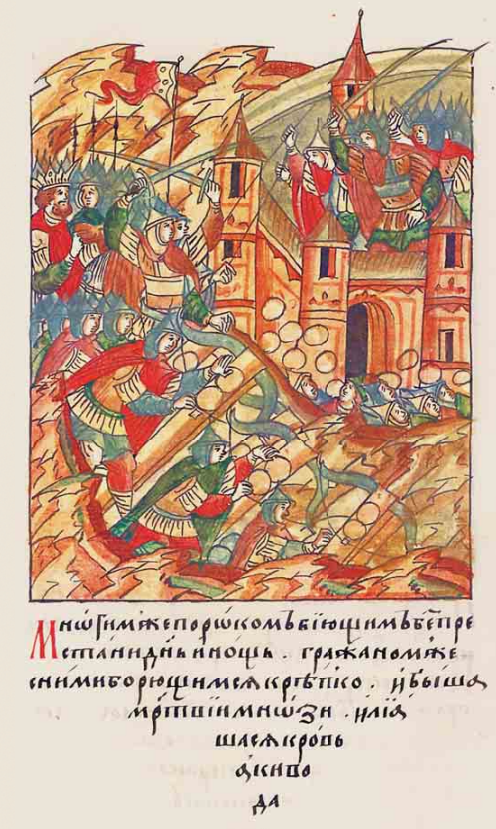
Изображение осады Киева в Лицевом летописном своде, XVI век

Согласно Лаврентьевской летописи, решающий штурм пришёлся на 5 декабря 1240 года. Разрушив стену города Ярослава в низине у Лядских ворот (где сегодня находится Майдан Незалежности), монголы ринулись в пролом, где закипел ожесточённый рукопашный бой. Согласно летописи, «ломались копья, разлетались в щепки щиты, стрелы помрачили свет». В этом бою был ранен воевода Дмитр. Когда защитники были оттеснены от вала, монголы взошли на стену и стали овладевать ею по всему периметру.
Киевляне в это время отошли в детинец. Однако укрепления древнего города Киева были за предыдущие два столетия в значительной степени нивелированы. Лишь ров перед бывшим валом был не засыпан. Видимо именно его киевляне использовали для сооружения некой второй линии обороны. На следующий день монголы начали штурмовать детинец. Его укрепления не смогли надолго сдержать их натиск. Многие горожане искали спасения в Десятинной церкви, взбирались на её своды, однако она, видимо уже давшая трещины во время сильного землетрясения 1230 года, обрушилась под тяжестью многочисленных людей с пожитками.
Сломив сопротивление киевлян, монголы устроили массовую резню. Лаврентьевская летопись сообщает:
«Взяли татары Киев и храм святой Софии разграбили и монастыри все. А иконы, и честные кресты, и все церковные украшения забрали и избили мечом всех людей от мала до велика».
Схожее описание оставил Плано Карпини:
«монголы произвели великое избиение в земле Руссии, разрушили города и крепости и убили людей, осадили Киев, бывший столицей Руссии и после длительной осады они взяли его и убили жителей города: отсюда, когда мы ехали через их землю, мы находили неисчислимые головы и кости мёртвых людей, лежавших в поле; ибо этот город был весьма большим и очень многолюдным, а теперь он обращён почти ни во что: едва существует там двести домов, а людей тех держат они в самом тяжёлом рабстве».
Факт массовой резни подтверждён археологическими раскопками. В Киеве исследованы остатки сожжённых домов XIII века, в которых лежали скелеты людей разного возраста и пола, со следами ударов сабель, копий и стрел. Найдено десятки кладов с золотыми и серебряными украшениями — они были зарыты киевской аристократией перед падением города и так и не были выкопаны владельцами, которые погибли или попали в плен. На территории детинца обнаружены массовые захоронения, в которых были погребены тысячи киевлян, убитые монголами. На месте одной из этих братских могил, возле восточной стены Десятинной церкви, в наше время установлен серый гранитный крест. Это единственный памятник в Киеве, напоминающий о трагических событиях, произошедших 6 декабря 1240 года.
Тысяцкий Дмитр попал в плен и был оставлен в живых за проявленную храбрость.

## Последствия
В конце декабря 1240—начале января 1241 года великий хан Угэдэй принял решение об отзыве войск Гуюка и Мунке из западного похода. После Киева монгольское войско направилось на Волынь, откуда части Гуюка и Мунке вернулись на восток. Но часть войск центрального улуса во главе с Каданом и улуса Чагатая во главе с Байдаром продолжили участие в походе на запад вместе с войсками улуса Джучи. Согласно Ипатьевской летописи, пленный Дмитр, сожалея о разорении русских земель монголами, посоветовал им быстрее пройти в Венгрию, чтобы не столкнуться там с организованным сопротивлением.
Разорение Киева монголами окончательно подорвало его столичный статус. Среднее Поднепровье пришло в запустение и не играло более никакой значительной политической и экономической роли. Монгольские ханы дали ярлык на великое княжение киевское владимирскому князю Ярославу Всеволодовичу (1243—1246), а затем его сыну Александру Невскому (1246—1263). Оба князя правили Киевом из Северо-Восточной Руси через наместников. В конце XIII века Киевом по воле ордынских ханов управляли путивльские Ольговичи, не претендовавшие на какое-либо общерусское главенство. Едва восстановившийся город был вновь разорён в 1299 году в ходе междоусобной борьбы Тохты и Ногая. После этого события остававшийся в Киеве митрополит Максим, «не стерпев насилия татарского», перенёс свою резиденцию во Владимир-на-Клязьме, что ознаменовало утрату Киевом и духовной монополии. Численность населения домонгольского периода Киев вновь достиг лишь в XIX веке.